# كأس الاتحاد الأوروبي 1979–80
كأس الاتحاد الأوروبي 1979–80 هو الموسم التاسع من بطولة كأس الاتحاد الأوروبي. أقيم بمشاركة 64 فريقاً.
حقق آينتراخت فرانكفورت الألماني الغربي لقب البطولة للمرة الثانية في تاريخه بعد تعادله في النهائي مع مواطنه بوروسيا مونشنغلادباخ بنتيجة 3-3 في مجموع المباراتين وتفوقه بأفضلية الهدف خارج الأرض.